# 小行星114991
小行星114991（114991 Balázs）是一颗绕太阳运转的小行星，为主小行星带小行星。该小行星于2003年8月20日发现。
該小行星以匈牙利天文學家巴拉茲·拉約斯（Lajos G. Balázs）命名。

## 轨道参数
小行星114991的轨道半长轴为415 184 880 km，2.7753000 UA，离心率为0.074。